# Kiss Me Kiss Me
『Kiss Me Kiss Me』（キス・ミー・キス・ミー）は永井真理子9枚目のアルバム。

## 概要
ファンハウスからリリースされた最後のオリジナル・アルバム。

## 収録曲
全作詞：永井真理子
全作曲：永井真理子・廣田コージ（特記以外）
全編曲：廣田コージ（特記以外）
1. 本気 その気 夢中
  - 作曲：廣田コージ
2. おいでよSmile World
3. 暖かい雪
  - 作曲：永井真理子
4. 好きよ
5. 飛べないBig Bird
6. きれいになろう
7. KISS ME
  - 編曲：廣田コージ・林真史
8. FLOWER BEAT
  - 作曲：廣田コージ
9. GO! GO!
「きれいになろう」のc/w曲
10. 恋をしてる
  - 作曲：廣田コージ
11. まだ愛をほおばったまま…
  - 編曲：林真史
12. DON'T GIVE UP HEART
「飛べないBig Bird」のc/w曲